# نهى هاني
نهى هاني (مواليد 25 فبراير 2001) هي مبارزة مصرية، مثّلت بلادها في الألعاب الأولمبية الصيفية 2020 في طوكيو.

## المشاركة الأولمبية

### طوكيو 2020
| الرياضيّة/ات                                   | الحدث            | دور الـ64     | دور الـ32                | دور الـ16     | ربع النهائي            | نصف النهائي                       | النهائي / م.ب.                  | النهائي / م.ب.                  |
| الرياضيّة/ات                                   | الحدث            | الخصم النتيجة | الخصم النتيجة            | الخصم النتيجة | الخصم النتيجة          | الخصم النتيجة                     | الخصم النتيجة                   | الترتيب                         |
| --------------------------------------------- | ---------------- | ------------- | ------------------------ | ------------- | ---------------------- | --------------------------------- | ------------------------------- | ------------------------------- |
| نهى هاني                                      | فردي – سيف الشيش | د. ل.         | Chen Qy (الصين) · خ 6–15 | لم تتأهل      | لم تتأهل               | لم تتأهل                          | لم تتأهل                        | لم تتأهل                        |
| يارا الشرقاوي نهى هاني نورا محمد مريم الزهيري | فرق – سيف الشيش  | ل. ي.         | ل. ي.                    | ل. ي.         | تايوان (ROC) · خ 21–45 | المراكز 5–8 اليابان (JPN) خ 45–27 | المراكز 7–8 المجر (HUN) خ 45–28 | المراكز 7–8 المجر (HUN) خ 45–28 |